# Colostethus agilis
Colostethus agilis är en groddjursart som beskrevs av Lynch och Pedro M. Ruiz-Carranza 1985. Colostethus agilis ingår i släktet Colostethus och familjen pilgiftsgrodor. IUCN kategoriserar arten globalt som nära hotad. Inga underarter finns listade i Catalogue of Life.